# أمجد أحمد النجار
أَمجد النجار (5 أغسطس 1973 -) هو ناشطٌ سياسي فلسطيني، وعضو الهيئة التأسيسية لجمعيَّة نادي الأسير الفلسطيني في الضفة الغربية، ومن قيادات حركة فتح في محافظة الخليل. يشغل حاليًا منصب المتحدث ورئيس الدائرة الإعلامية في نادي الأسير الفلسطيني. كان النجار قد اعتُقل وطُورد عدة مراتٍ بواسطة قوات الاحتلال الإسرائيلي.

## سيرته
ولد أمجد أحمد مصطفى النجار في 5 أغسطس 1973 في مخيم الفوار القائم على أراضي محافظة الخليل، ويرجع أصل عائلته إلى بلدة الفالوجة المحتلة الواقعة إلى الشمال الشرقي من مدينة غزة. تلقى تعليمه في مدارس فلسطينية مختلفة، وبعد ذلك التحق بجامعة الخليل وحصل منها على شهادة دبلوم مهني متخصص في السكرتاريا العامة، ثم التحق بجامعة القدس المفتوحة، ولكن الظروف والأوضاع السياسة آنذاك منعته من إكمال دراسته. كان قد خضع لعددٍ من الدورات التدريبية، ومنها في إِدارة الأزمات (تفريغ الضغوطات ومرحلة نمو الطفل) وبناء القدرات وإعداد مدراء الحملات الانتخابيَّة وحقوق الطفل وغيرها
بدأت حياته النضاليَّة تظهر بشكلٍ بارزٍ منذ اندلاع الانتفاضة الفلسطينية الأولى عام 1987، حيثُ التحق بحركة فتح، وتنظم على يد تيسير كراجة، والذي طلب منه تشكيل مجموعة عسكرية مكونة من خمسة أَفراد، وبدأت المجموعة بِالقيام بأعمالٍ نضالية وتطبيق قرارات القيادة الوطنية الموحدة ومعاقبة من يخالف ذلك.
تعرض للاعتقال للمرة الأولى في 13 سبتمبر 1989 لمدة 4 شهور بحكمٍ إداري، وأُطلق سراحه في 13 يناير 1990 مع تسلمية بطاقة إقامةٍ جبريةٍ جُددت له عدة مرات، ولكنه بعد ذلك عاد للأعمال النضاليَّة مرةً أخرى، فاعتقل للمرة الثانية في 21 أبريل 1990 لمدة 3 شهور بحكمٍ إداري حيث أطلق سراحه في 19 يوليو 1990، وبعد شهرين أعيد اعتقاله احترازيًا لمدة 4 أيامٍ، وسّلم أيضًا بطاقة إقامةٍ إجبارية بتاريخ 27 نوفمبر 1990. اعتقل مجددًا في 5 أغسطس 1990 مع أَفرادٍ كانت تعمل لحركة فتح، حيث خضع للتحقيق لمدة 4 شهورٍ في سجون مدينة الخليل ومنطقة المسكوبية، وبعد هذه الفترة أصدرت المحكمة الإسرائيلية حكمًا بسجنه لمدة 20 عامًا في 28 ديسمبر 1991. أمضى النجار 5 سنواتٍ متنقلًا بين السجون الإسرائيليَّة، وبعد توقيع اتفاقية السلام أطلق سراحه بتاريخ 5 مايو 1995.
عمل آثناء تواجده في السجن في عدة مواقع تنظيمية، وخلال هذه الفترة أيضًا شارك في صياغة النظام الداخلي لجمعيَّة نادي الأسير الفلسطيني، ومع قدوم السلطة الوطنية الفلسطينية، عمل على تأسيس الجمعيَّة وكان مديرًا لفرعها في مدينة الخليل، كما أسس مركز لاجئ الثقافي في مخيم الفوار. كان قد مُنح في عام 2014 درع التميز والإبداع من مجلس إدارة نادي الأسير الفلسطيني.
شارك النجار في عددٍ من المؤتمرات المحليَّة والدوليَّة، وهو عضوٌ في عددٍ من المؤسسات الفلسطينية، ومنها عضو هيئة تأسيسية في جمعية نادي الأسير الفلسطيني، عضو هيئة إِدارية فِي مركز ثقافة الطفل الفلسطيني في مخيم الفوار، رئيس مركز لاجئ الثقافي في المخيم، عضو لجنة استشارية في ملتقى الأسرى المحررين، أمين سر منتدى الشباب الفلسطيني للتنمية، وعضو هيئة تأسيسية في منظمة الشبيبة الفتحاوية.
كتب النجار عدة مقالات في الصحف المحلية الفلسطينية، كما نشر عدة أبحاثٍ ودراساتٍ حول القضية الفلسطينية، ومنها: بحث «أثر الممارسات الإسرائيلية في السجون على التكيف النفسي والاجتماعي للأسرى والمحررين»، بحث «حق العودة حق لاعودة عنه»، بحث «تأثير الانتفاضة على الأَطفال». إضافةً لتوثيق كتاب حول حادثة سقوط طائرة الشهيد الرئيس ياسر عرفات، وكتاب حول محمد الدرة.